# Supercopa de la CAF 2024
La Supercopa de la CAF 2024 oficialmente TotalEnergies CAF Super Cup 2024 por razones de patrocinio, fue la 33.ª edición de la Supercopa de la CAF, que enfrentó al Al-Ahly de Egipto, campeón de la Liga de Campeones de la CAF 2023-24, y al Zamalek Sporting Club también de Egipto, campeón de la Copa Confederación de la CAF 2023-24.
El campeón fue el Zamalek que derrotó a su clásico rival el Al-Ahly en la llamada Super del Siglo, tras empatar 1:1 en el tiempo regular e imponerse en la tanda de penales por 4:3, obteniendo su quinta conquista en la competencia.
El partido estableció numerosos récords. Este fue el quinto título del Zamalek, todos ellos contra oponentes de la región de la UNAF. Zamalek también se convirtió en el primer representante de la Copa Confederación de la CAF en ganar la competencia más de una vez. Además, por primera vez en la historia de la Supercopa de la CAF, un equipo de la Copa Confederación de la CAF ganó tres ediciones consecutivas. Mientras tanto, Al Ahly empató el récord del Espérance de Tunis de perder dos Supercopas de la CAF consecutivas después de ganar la Liga de Campeones de la CAF; Espérance perdió las ediciones de 2019 y 2020 ante Raja CA y Zamalek, respectivamente, mientras que Al Ahly perdió la edición anterior ante USM Alger.